# Hipófise
Hipófise (também denominada glândula pituitária) é uma glândula endócrina com cerca de 1 cm de diâmetro alojada na sela túrcica (A sela turca protege a hipófise, mas deixa um espaço bem pequeno para expansão) ou fossa hipofisária do osso esfenoide na base do cérebro. Está localizada abaixo do hipotálamo e posteriormente ao quiasma óptico, sendo ligada ao hipotálamo pela haste pedúnculo hipofisário ou infundíbulo, é  envolvida pela dura-máter (exceto o infundíbulo). A hipófise é considerada uma "glândula mestra", pois secreta hormônios que controlam o funcionamento de outras glândulas, sendo grande parte de suas funções reguladas pelo hipotálamo.
É uma glândula endócrina de dupla origem embriológica, pois o assoalho do diencéfalo sofre uma invaginação e forma a neurohipófise, enquanto o ectoderma do teto do estomodeu forma uma evaginação e origina a adenohipófise.
Do ponto de vista fisiológico, a hipófise é dividida anatomicamente e funcionalmente em duas partes distintas: o lobo anterior (adeno-hipófise) e o lobo posterior (neuro-hipófise). A adeno-hipófise possui origem de células epiteliais, enquanto neuro - hipófise possui origem nervosa. Entre essas duas porções existe uma zona pouco vascularizada chamada de parte intermédia, praticamente ausente em humanos, mas bem desenvolvida e funcional em outros animais.
É responsável pela regulação da atividade de outras glândulas e de várias funções do organismo como o crescimento (hormônio do crescimento - adeno - hipófise) e secreção do leite através dos seios (ocitocina - neuro - hipófise). Possui dimensões aproximadas a um grão de ervilha, pesando de 0,5 a 1 grama.
Embriologia: durante o processo de formação na vida embrionária, observa-se que a parte distal e a parte intermediaria se originam da bolsa de Rathke (originada do teto da cavidade oral do embrião, ectoderma, o estomodeu) e que a parte nervosa se origina de uma invaginação do assoalho do terceiro ventrículo. Em seguida, as duas partes se aproximam e formam uma glândula aparentemente única. Como remanescente deste desenvolvimento embriológico, observamos a presença de folículos entre neurohipófise e adenohipófise, cuja função é ainda desconhecida.
Histologia: Limite da neuro-hipófise com a adeno-hipófise
Em fotomicrografia com menor aumento, se observa uma porção da pars distalis, uma porção da pars nervosa da neuro-hipófise e entre essas duas situa-se a pars intermedia da adeno-hipófise.
A pars intermedia é, pelo menos parcialmente, uma glândula endócrina folicular. Pequenos folículos glandulares estão presentes.
A pars nervosa corresponde à neuro-hipófise. É formada por fibras nervosas provenientes do hipotálamo, pituícitos (células da neuroglia) e por capilares sanguíneos. Não há corpos de neurônios na pars nervosa. A maioria dos núcleos observados nesta porção da glândula pertence a pituícitos.

## Anatomia e fisiologia

### Hipófise posterior (neuro-hipófise)
O lobo posterior é conectado à parte do cérebro chamada de hipotálamo através do infundíbulo. A neurohipófise não produz nenhum hormônio apenas armazena os secretados pelo hipotálamo, e estes hormônios são então transportados pelos axônios das células nervosas em direção à hipófise posterior.
Os hormônios secretados pela hipófise posterior são
- Oxitocina: produzido no núcleo paraventricular do hipotálamo, responsável pela contração muscular uterinas.
- Hormônio antidiurético (ADH) ou vasopressina (AVP): produzido nos núcleos supra-óptico (NSO) e paraventricular (NPV) do hipotálamo

### Hipófise anterior (Adeno - hipófise)
O lado anterior é derivado do ectoderma oral e é composto de epitélio glandular. Através da conexão vascular da hipófise anterior com o hipotálamo, o hipotálamo integra sinais estimulatórios e inibitórios centrais e periféricos para os cinco tipos fenotipicamente distintos de células da hipófise.
| Hormônio da hipófise anterior    | Hormônio hipotalâmico                                                      | Corantes (tipo) | Tipo de célula |
| hormônio do crescimento          | secreção causada pelo GHRH (hormônio liberador de hormônio do crescimento) | acidófilo       | somatotrofo    |
| prolactina                       | secreção INIBIDA pela DA (dopamina, "prolactin inhibiting factor"/PIF)     | acidófilo       | lactotrofo     |
| hormônio folículo-estimulante    | secreção causada pelo GnRH (hormônio liberador de gonadotrofina)           | basófilo        | gonadotrofo    |
| hormônio luteinizante            | secreção causada pelo GnRH (hormônio liberador de gonadotrofina)           | basófilo        | gonadotrofo    |
| hormônio estimulante da tireóide | secreção causada pelo TRH (hormônio liberador de tireotrofina)             | basófilo        | tireotrofo     |
| hormônio adrenocorticotrófico    | secreção causada pelo CRH (hormônio liberador de corticotrofina)           | basófilo        | corticotrofo   |
| endorfinas                       | -                                                                          | -               | -              |

Os hormônios hipotalâmicos viajam até o lobo anterior por um sistema especial de capilares, chamados de vasos portais hipotalâmico-hipofisários.
Também existe uma interação entre os hormônios do hipotálamo, por exemplo, o TRH induz a secreção de prolactina.
Pars distalis também conhecida com adeno-hipofise, composta por celulas cromófilas, cujas acidofilas são produtoras de GH e prolactina e as basófilas são produtoras de FSH,LH,TSH e ACTH.

### Funções
Os hormônios tróficos ou trópicos atuam sobre outras glândulas endócrinas regulando suas secreções. O sistema nervoso central manifesta seu controle sobre a hipófise através do hipotálamo via ligações nervosas ou substâncias parecidas com hormônios conhecidas como fatores de liberação no sexo.
Os hormônios tróficos são classificados em:
- Tireotrópicos: atuam sobre a tireóide;
- Adrenocorticotróficos: atuam sobre o córtex da glândula adrenal (supra-renal);
- Gonadotróficos: atuam sobre as gônadas masculinas e femininas;
- Somatotróficos: atuam no crescimento, promovendo o alongamento dos ossos e estimulando a síntese de proteínas e o desenvolvimento da massa muscular. Também eleva o consumo de gorduras e inibe a síntese de insulina do pâncreas, aumentando a concentração de glicose no sangue.

### Adeno-hipófise
- Hormônio do crescimento (somatotrofina): atua sobre as cartilagens de crescimento dos ossos; controla parte do metabolismo de gorduras, proteínas e carboidratos.

- Adrenocorticotrópico (ACTH): estimula a secreção dos hormônios do córtex da supra-renais (aldesterona, cortisol e andrógenos fracos).

- Hormônio folículo-estimulante (FSH): estimula a formação do folículo de Graaf do ovário, dos túbulos seminíferos do testículo e também estimula a espermatogênese.

- Hormônio luteinizante (LH): regula a produção e liberação de estrogênio, progesterona e de testosterona.

- Prolactina: estabiliza a secreção do estrogênio e progesterona e estimula a produção de leite.

- Tirotrofina: estimula as tiróides e a formação de tiroxina.

- Mamotrofina: prolactina, estimula a produção do leite materno ou de sêmen.

### Porção intermédia
- Estimuladora de melanócitos (MSH): regula a distribuição dos pigmentos.

## Células e funções

### Neurohipófise
Herring bodies são as terminações nervosas do neurônio de origem hipotalâmica. 

## Vascularização
As artérias para a hipófise são as artérias hipofisárias superiores, ramos da carótida interna ou da artéria comunicante posterior, e as artérias hipofisárias inferiores, ramos da carótida interna mas atravessam o seio cavernoso. Os ramos das artérias superiores abastecem a haste e as partes adjacentes do lobo anterior. Os ramos das artérias inferiores suprem o lobo posterior. A suplência sanguínea da parte distal é feita sobretudo através de veias de um sistema porta. O sangue dos capilares da parte tuberal e adjacências da haste drena para as veias, que descem ai longo do infundíbulo e terminam em numerosos capilares sinusoídes  da parte distal.
As veias da hipófise são as veias hipofisárias laterais que drenam para os seios cavernosos e intercavernosos.
Nervos: A parte distal não tem inervação específica. Fibras do gânglio cervical superior do sistema simpático têm sido seguidas ao longo dos vasos sanguíneos, mas não foram associadas as células glandulares. A neuro - hopófise recebe fibras dos núcloes supra - ópticos e paraventrincular do hipotálamo. Grânulos osmiofilos análogos de neurossecreção são encontrados nas células deste núcleos e em seus prolongamentos, que se dirigem em direção caudal para o lobo posterior e constituem o feixe hipotalâmico - hipofisário.

### Sistema Porta-Hipofisário
As secreções da hipófise são controladas por sinais hormonais ou nervosos provenientes do hipotálamo. A secreção do lobo posterior da hipófise é controlada por sinais nervosos que se originam no hipotálamo e terminam na neuro - hipófise. Em contraste, pois a secreção pelo lobo anterior da hipófise é controlada por hormônios denominados hormônios ou fatores hipotalâmicos de liberação ou inibição secretados pelo próprio hipotálamo e, posteriormente, transportados até a adeno - hipófise por meio de pequenos vasos sanguíneos, conhecidos como vasos porta hipotalâmicos - hipofisários. Na adeno- hipófise, esses hormônios de liberação e inibição atuam sobre as células glandulares, controlando sua secreção.
O sistema porta hipotalâmico hipofisário é constituído por pequenos vasos comuns à extremidade inferior do hipotálamo e á hipófise anterior, unidos através do infundíbulo. Neurônios especias, situados no hipotálamo, sintetizam e secretam os hormônios hipotalâmicos liberados e inibidores. A função desses hormônios é a de controlar a secreção dos hormônios da hipófise anterior. O hipotálamo recebe sinais de quase todas as fontes possíveis do sistema nervoso. Por conseguinte, o hipotálamo é um centro coletor da informação, relacionada com o bem - estar interno do organismo; por sua vez, grande parte dessa informação é utilizada no controle das secreções dos numerosos hormônios hipofisários importantes.
Os hormônios (ou fatores) hipotalâmicos de liberação e de  inibição de maior importância incluem: Hormônio liberador de tireotrofina (TRH), que ocasiona a liberação do hormônio tireoestimulante; Hormônio liberador de corticotrofina (CRH), que induz a liberação de adrenocorticotropina; Hormônio liberador do hormônio do crescimento (GHRH), que promove a  liberação do hormônio do crescimento; Hormônio inibidor de GH (Somatostatina), de efeito oposto; Hormônio liberador de gonadotrofinas (GnRH), que causa liberação dos dois hormônios gonadotrópicos, hormônio luteinizante (LH) e hormônio folículo - estimulante (FSH); Hormônio inibidor de prolactina (dopamina), que causa inibição da secreção de prolactina e o Hormônio liberador de prolactina (PRH), de efeito contrário.

### Neuro-hipófise
- Ocitocina: atua no útero favorecendo as contrações no momento do parto, e em nível mamário facilita a secreção do leite.
- Vasopressina (ADH): regula a contração dos vasos sangüíneos, regulando a pressão e ação antidiurética sobre os túbulos dos rins.

## Patologia
Distúrbios envolvendo a hipófise:
| Distúrbio                                       | Causa             | Hormônio                      |
| Acromegalia                                     | superprodução     | hormônio do crescimento       |
| Deficiência do hormônio do crescimento          | produção reduzida | hormônio do crescimento       |
| Síndrome de hormônio antidiurético inapropriado | superprodução     | vasopressina                  |
| Diabetes insipidus                              | produção reduzida | vasopressina                  |
| Síndrome de Sheehan                             | produção reduzida | prolactina                    |
| Adenoma pituitário                              | superprodução     | qualquer hormônio da hipófise |
| Hipopituitarismo                                | produção reduzida | qualquer hormônio da hipófise |

Há, igualmente, indicações no sentido de que distúrbios na hipófise (especialmente no eixo hipotálamo-hipofisário) possam estar interligados à Síndrome do Ovário Policístico.

## Malformações congênitas
As malformações congênitas são consequências de erros durante a formação do indivíduo, sendo assim, qualquer alteração nesse processo de desenvolvimento pode desencadear  uma malformação, com consequências para vida pós-natal. A hipófise se desenvolve a partir do crescimento superior do ectoderma do estomodeu (que corresponde ao teto nasofaríngeo, no adulto), o divertículo hipofisário, que forma a adeno-hipófise, e um crescimento inferior do ectoderma do diencéfalo, o divertículo neuro-hipofisário que forma a neuro-hipófise. As malformações congênitas desta glândula são raras. São exemplos: a duplicação da hipófise (19 casos citados na literatura) e a Síndrome de Interrupção do Pedúnculo Hipofisário (SIPH) (com cerca de 1000 casos citados até julho de 2010).
A duplicação da hipófise pode ser resultado da duplicação da placa pré-cordal (indica o local da boca e é um importante organizador da região da cabeça) e da porção anterior rostral da notocorda, causando duplicação do ectordema presente no teto do estomodeu e que, portanto, contribuirá para formação da hipófise. As pessoas portadoras dessa alteração frequentemente apresentam puberdade precoce e achados associados como malformações faciais (fenda palatina, hipertelorismo, micrografia, malformações de língua e de mandíbula, massas nas cavidades nasal, bucal ou na faringe - incluindo teratomas -, implantação do cabelo em "V" e implantação baixa das orelhas) e alterações intracranianas e espinhais (lipoma inter-hemisférico, agenesia do corpo caloso, ausência dos bulbos olfatórios, ausência do septo pelúcido, hipoplasia do vermis ou de todo o cerebelo, hidrocefalia, tálamos fundidos, anomalias do polígono de Willis, espinhas bífidas, diplomielia, mielomeningocele e tumores congênitos, como lipomas, teratomas).
A SIPH é caracterizada por  pedúnculo muito fino ou interrompido, pituitária posterior ectópica (ou ausente) (PPE) e hipoplasia ou aplasia da pituitária anterior. Apresenta-se com hipoglicemia, icterícia prolongada, anomalias congénitas, micropênis e/ou criptorquidia (ausência de testículos), convulsões, hipotensão e / ou défice  cognitivo. Os achados incluem baixa estatura e taxa de crescimento diminuída. Assim, a SIPH determina deficiência permanente do hormônio do crescimento (GH).

## Imagens adicionais

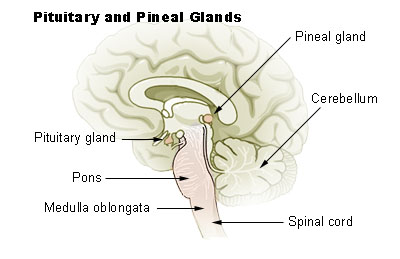
Hipófise e pineal
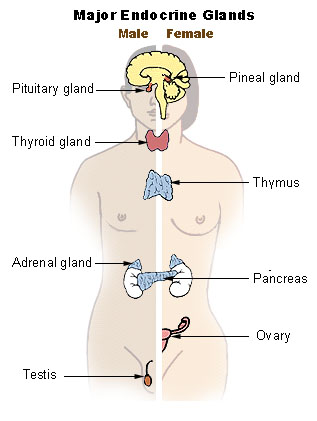
Sistema endócrino
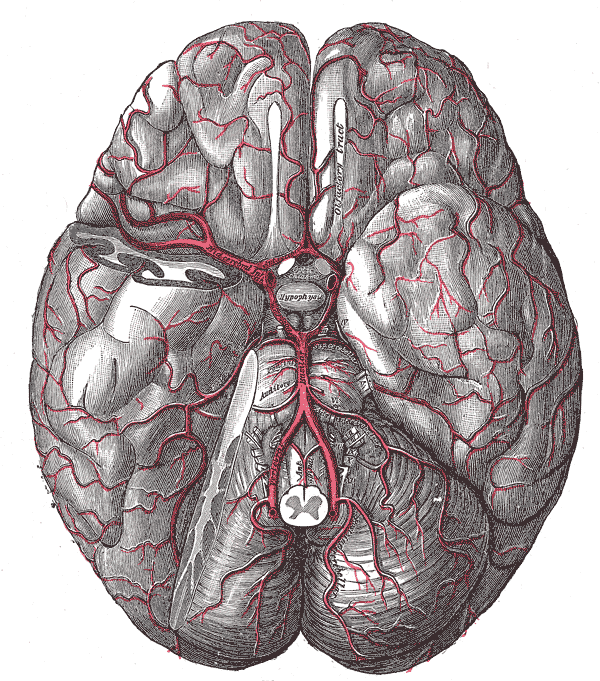
Artérias da base do cérebro
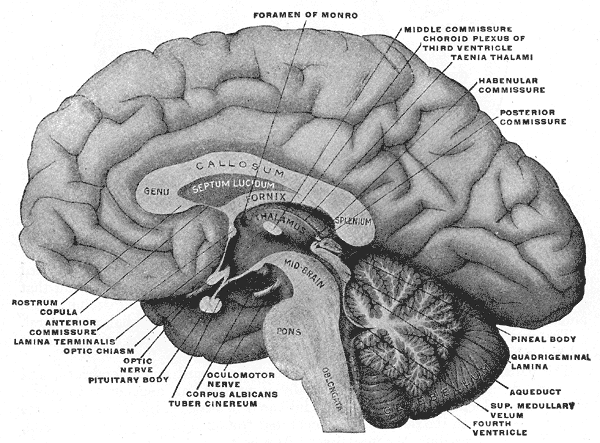
Cérebro seccionado no plano sagital mediano
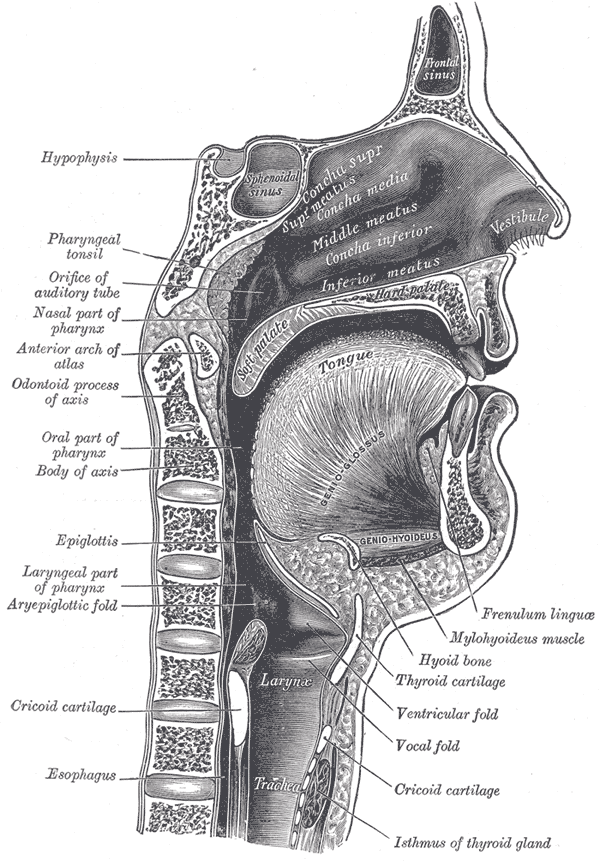
Secção sagital do nariz, boca, faringe e laringe.